# 杉原橋 (富山県)
杉原橋（すぎはらばし）は、富山県富山市（旧八尾町）の井田川（神通川水系）に架かる主要地方道砺波細入線の橋である。

## 概要
- 左岸 - 富山県富山市八尾町福島
- 右岸 - 富山県富山市八尾町井田
- 形式 - PCT桁橋[2]
- 橋長 - 132.6 m[2]
- 幅員 - 12.8 m[2]
  - 車道幅員 - 3 m×2[3]
  - 歩道幅員 - 2.5 m×2[3]
- 総事業費 - 約21億円[1]

橋の欄干のパネルには、旧八尾町の花ツバキをあしらい、歩道の一部に天然石を敷き詰め、和紙ちょうちんを彷彿とさせる照明灯を設けるといった工夫を凝らし、町並みとの調和を図っている。

## 沿革
1956年（昭和31年）に架橋された先代の橋の老朽化に伴い、建設省（現・国土交通省）の補助を受けて1986年（昭和61年）着工し、1993年（平成5年）8月25日に竣工した。